# Florian Waldauf

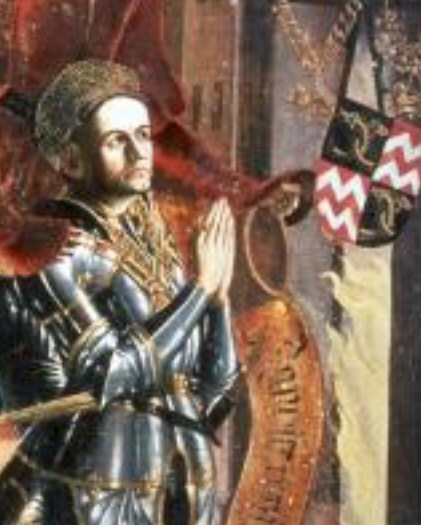
Florian Waldauf, Detail des Flügelaltars der Waldaufkapelle in der Pfarrkirche St. Nikolaus in Hall

Florian Waldauf Ritter von Waldenstein (* um 1450 in Anras; † 13. Januar 1510 in Kolsassberg) war ein Tiroler Ritter im Dienste Kaiser Maximilians und Mitglied des Kannenordens.

## Leben
Florian Waldauf (Baldauf) wuchs auf dem heute noch bewirtschafteten Balferhof in Asch (Gemeinde Anras) in Osttirol auf. Vermutlich erhielt der Bergbauernbub eine höhere Bildung, weil er im Jahre 1483 als Schreiber in der Innsbrucker Hofkanzlei von Erzherzog Sigismund dem Münzreichen tätig war.
Als Erzherzog Sigismund zugunsten des Hauses Österreichs abdankte, trat Florian Waldauf in die Dienste des jungen Königs Maximilian. Als dieser 1488 von den Bürgern der Stadt Brügge gefangen genommen wurde, versuchte er ihn zu befreien. Für seinen Einsatz erhielt er den Adelstitel „von Waldenstein“, der sich auf die Burg Waldenstein in Württemberg bezieht. Er begleitete Maximilian auf seinen Reisen und Kriegszügen und wurde 1490 wegen seiner Treue vom König in den Ritterstand erhoben. Als Gesandter reiste Waldauf nach Spanien, um das Bündnis der beiden Reiche durch die Vermählung zwischen Erzherzog Philipp I.  und Erzherzogin Margarete mit den Kindern des spanischen Königshauses zu festigen.

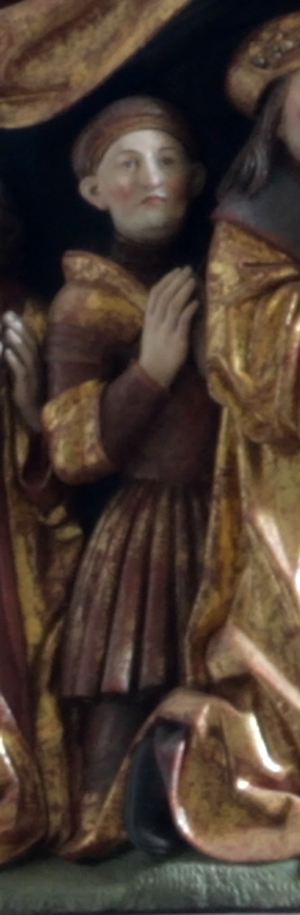
Florian Waldauf. Detail der Frauensteiner Madonna

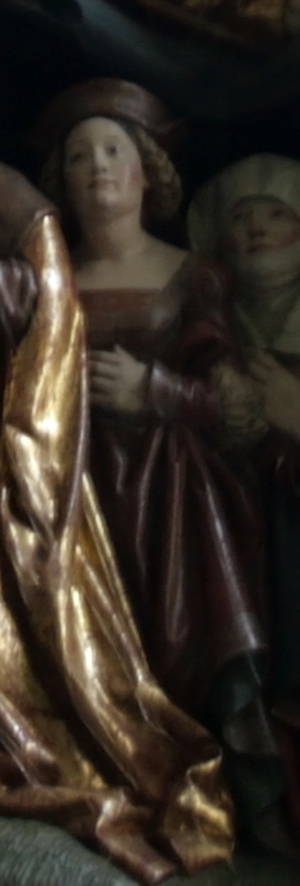
Barbara Mitterhofer. Detail der Frauensteiner Madonna

Im Jahre 1491 heiratete er Barbara Mitterhofer, die Tochter eines Schwazer Baumeisters, mit der er drei Söhne hatte. 1492 baute er das Schloss Rettenberg (Gemeinde Kolsassberg) wieder auf. Florian Waldauf war die Erneuerung des Glaubenslebens in seiner Zeit ein großes Anliegen, die er durch die Drucklegung religiöser Schriften zu fördern suchte. Unter anderem ließ er die Offenbarungen der hl. Birgitta von Schweden herausgeben (Anton Koberger 1502).
Noch heute ist aber sein Name mit der von ihm gestifteten „Waldaufkapelle“ in der Pfarrkirche St. Nikolaus in Hall in Tirol untrennbar verbunden. Als 1489 bei einer Überfahrt in den Niederlanden das Schiff mit König Maximilian und Waldauf in Seenot geriet, gelobte er eine Stiftung zur Verehrung der Heiligen. Nach der glücklichen Rettung entschloss er sich eine Marienkapelle mit einer Reliquiensammlung zu stiften, die von zwei Priestern betreut wird. Die Kapelle wurde an der Nordseite der Pfarrkirche eingerichtet und im Jahre 1500 eingeweiht. Ein Jahr später übertrug man die Reliquien, die Waldauf auf seinen Reisen durch ganz Europa gesammelt hatte, in einer feierlichen Prozession, an der über 32 000 Personen teilnahmen, von Schloss Rettenberg nach Hall in die Seitenkapelle der Pfarrkirche.
Unter dem Mantel der Frauensteiner Schutzmantelmadonna in Molln, einer Stiftung Maximilians aus demselben Anlass, ist Waldauf gemeinsam mit seiner Frau Barbara Mitterhofer dargestellt.
1508 gründete Waldauf in Hall die Stubengesellschaft, einen Bund für die hochgestellten Persönlichkeiten der Stadt. Im Jahre 1509 erhielt er noch von Kaiser Maximilian den Auftrag, sich um den Bau seines Grabmals in Innsbruck zu kümmern. Florian Waldauf Ritter von Waldenstein verstarb jedoch am 13. Jänner 1510 auf Schloss Rettenberg und fand in seiner Kapelle die letzte Ruhe. Als man 1763 die Gruft öffnete, fand man bei den Gebeinen Waldaufs eine Münze mit dem Bild von Kaiser Maximilian.

## Bibliothek

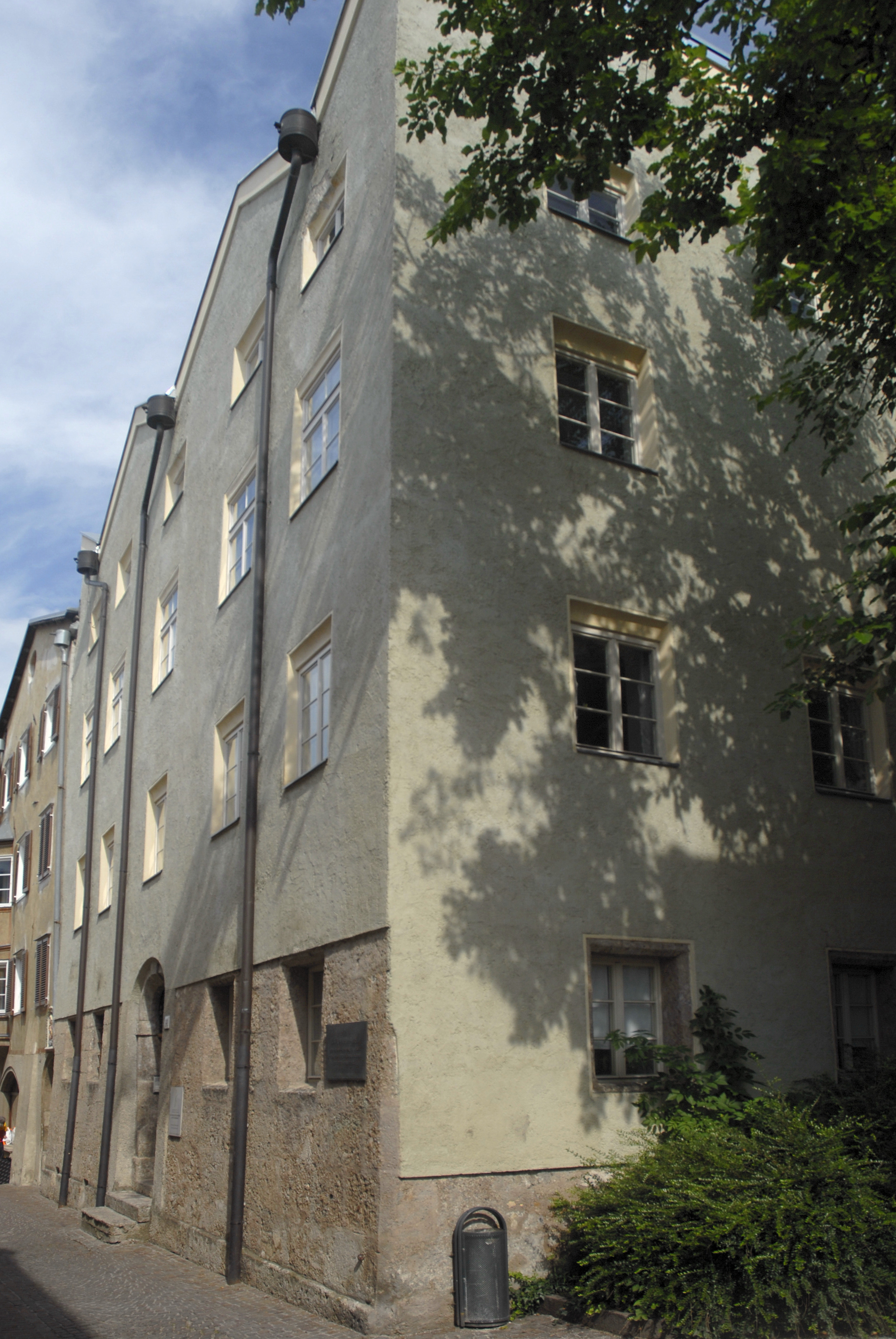
Kaplaneihaus der Waldaufstiftung in Hall, ursprünglicher Standort der Bibliothek

Die von Waldauf begründete Bibliothek seiner Stiftung zählt zu den wichtigsten noch erhaltenen kirchlichen Bibliotheken Österreichs aus der Zeit um 1500. Sie wurde 2003 der Universitätsbibliothek Innsbruck als Leihgabe überstellt und wird dort erforscht und katalogisiert. 2011 tauchten wertvolle Stücke (eine Handschrift, 11 Inkunabeln und über 100 alte Drucke), die im 20. Jahrhundert der Bibliothek entfremdet worden waren, bei dem Münchner Auktionshaus Zisska und Schauer auf.